# Liste de films français sortis en 1965
Listes de films français
- 1961
- 1962
- 1963
- 1964
- 1965
- 1966
- 1967
- 1968
- 1969

Liste non exhaustive de films français sortis en 1965

## 1965
| Titre                                  | Réalisateur                                                                               | Distribution                                              | Genre              | Notes |
| -------------------------------------- | ----------------------------------------------------------------------------------------- | --------------------------------------------------------- | ------------------ | ----- |
| La 317e Section                        | Pierre Schoendoerffer                                                                     | Jacques Perrin, Bruno Cremer                              | Film de guerre     |       |
| Le Tonnerre de Dieu                    | Denys de La Patellière                                                                    | Jean Gabin, Michèle Mercier                               | Comédie dramatique |       |
| Le Bonheur                             | Agnès Varda                                                                               | Jean-Claude Drouot, Marie-France Boyer                    |                    |       |
| La Bonne Occase                        | Michel Drach                                                                              | Francis Blanche, Edwige Feuillère, Jean-Louis Trintignant |                    |       |
| Compartiment tueurs                    | Costa-Gavras                                                                              | Simone Signoret, Yves Montand                             |                    |       |
| Déclic et des claques                  | Philippe Clair                                                                            | Annie Girardot                                            |                    |       |
| La Vieille Dame indigne                | René Allio                                                                                | Victor Lanoux                                             |                    |       |
| Les Enquiquineurs                      | Roland Quignon                                                                            | Francis Blanche, Marthe Mercadier, Michel Serrault        |                    |       |
| Les Grandes Gueules                    | Robert Enrico                                                                             | Lino Ventura, Bourvil                                     |                    |       |
| Les Pieds dans le plâtre               | Jacques Fabbri Pierre Lary                                                                | Colette Renard, Jacques Fabbri Claude Piéplu              | Comédie            |       |
| Pierrot le fou                         | Jean-Luc Godard                                                                           | Jean-Paul Belmondo, Anna Karina                           | Drame, Policier    |       |
| La Métamorphose des cloportes          | Pierre Granier-Deferre                                                                    | Lino Ventura, Charles Aznavour                            | Policier           |       |
| L'Arme à gauche                        | Claude Sautet                                                                             | Lino Ventura, Sylva Koscina                               | Aventures          |       |
| Thomas l'imposteur                     | Georges Franju                                                                            | Emmanuelle Riva, Fabrice Rouleau                          | Drame              |       |
| La Tête du client                      | Jacques Poitrenaud                                                                        | Michel Serrault, Jean Poiret                              | Comédie            |       |
| Fantômas se déchaîne                   | André Hunebelle                                                                           | Jean Marais, Louis de Funès                               | Comédie            |       |
| Trois chambres à Manhattan             | Marcel Carné                                                                              | Annie Girardot, Maurice Ronet                             |                    |       |
| Paris vu par...                        | Jean-Luc Godard, Jean Douchet, Eric Rohmer Claude Chabrol, Jean-Daniel Pollet, Jean Rouch |                                                           |                    |       |
| Viva Maria !                           | Louis Malle                                                                               | Brigitte Bardot, Jeanne Moreau                            | Comédie            |       |
| La Communale                           | Jean L'Hôte                                                                               | Robert Dhéry, Colette Brosset                             | Comédie            |       |
| Le Chant du monde                      | Marcel Camus                                                                              | Charles Vanel, Hardy Krüger                               | Comédie dramatique |       |
| Marie-Chantal contre le docteur Kha    | Claude Chabrol                                                                            | Marie Laforêt, Francisco Rabal                            | Comédie            |       |
| Le Tigre se parfume à la dynamite      | Claude Chabrol                                                                            | Roger Hanin, Michel Bouquet                               | Espionnage         |       |
| Le Gendarme à New York                 | Jean Girault                                                                              | Louis de Funès, Michel Galabru                            | Comédie            |       |
| Le Corniaud                            | Gérard Oury                                                                               | Bourvil, Louis de Funès                                   | Comédie            |       |
| Journal d'une femme en blanc           | Claude Autant-Lara                                                                        | Marie-José Nat, Jean Valmont, Claude Gensac               |                    |       |
| Les Tribulations d'un Chinois en Chine | Philippe de Broca                                                                         | Jean-Paul Belmondo, Ursula Andress, Valérie Lagrange      |                    |       |
| Merveilleuse Angélique                 | Bernard Borderie                                                                          | Michèle Mercier, Jean Rochefort                           |                    |       |